# さよならのタンゴ
『さよならのタンゴ』は、1993年10月21日に ビクターエンタテインメントより発売された橋幸夫の162枚目のシングルである。8cmCD（VIDL-10451）の形式で発売された。

## 概要
- 作詞はコピーライター出身で「男と女のラブゲーム」などの作詞で知られる魚住勉。作曲は橋の恩師吉田正。魚住と橋は初共演になる。
- （東京）佐川急便事件でリバスター音産を清算した橋は、恩師吉田正の尽力で古巣のビクター（エンタテインメント）に復帰したが、その際、吉田から「復帰第1作はオレが書こう」と後押しされ、本楽曲ができあがった[2]。
- ビクター復帰直後にシングルカセット『約束』（NTS-2）をリリースしているが[3]、これはリバスター時代の楽曲の再吹き込みで、本作が実質上の復帰作となる。但し、その頃はまだバッシングが続いており、あまり売れなかったと回想している[2]。
- 本楽曲がリリースされた時期は、シングルがレコード、およびカセットから8cmCDへの移行期にあたっており、橋には初の8cmCDでの楽曲となっている。この後は現在まで、全ての楽曲でCDとカセットの2形式でのリリースとなっているが、本楽曲にはカセット形式でのリリースはない。
- 編曲は竜崎孝路で、前期ビクター時代からリバスター時代にシングルやアルバムで共演している。
- c/w『冬の海』は、作詞、作曲、編曲とも『さよならのタンゴ』と同様である。

## 収録曲
1. さよならのタンゴ
作詞：魚住勉、作曲：吉田正、編曲：竜崎孝路
2. 冬の海
作詞：魚住勉、作曲：吉田正、編曲：竜崎孝路

## 収録アルバム
アルバム未収録曲でCD-BOXへの収録もない。